# Pedro Farah
Pedro José Calil Farah, mais conhecido como Pedro Farah ou  Farnetto (Rio de Janeiro, 22 de julho de 1929) é um humorista e ator de cinema, televisão e teatro brasileiro. É conhecido por interpretar vários papéis de apoio em produções da Rede Globo. Sua imagem se popularizou ao interpretar o copeiro, apelidado de "múmia paralítica", do personagem Aquiles Arquelau (Agildo Ribeiro) no humorístico Planeta dos Homens, papel que também reprisara no Zorra Total.
Sua carreira carreira teve início na década de 1950 no teatro. Interpretou vários personagens nos teleteatros da extinta TV Tupi nos anos 60.

## Filmografia

### Televisão
| Ano     | Título                      | Personagem                            | Notas                                     |
| ------- | --------------------------- | ------------------------------------- | ----------------------------------------- |
| 1956    | Teatro do Rio               | Tenente Porfírio                      | Episódio: "A Descoberta do Novo Mundo"    |
| 1958    | Teatro Câmera Um            | —                                     | Episódio: "A Marselhesa"                  |
| 1959    | Noite de Gala               | —                                     |                                           |
| 1961    | Pintando o Seis             | —                                     |                                           |
| 1963    | Gira o Mundo Gira           | —                                     |                                           |
| 1965    | Noites Cariocas             | —                                     |                                           |
| 1966    | Moacyr Franco Show          | —                                     |                                           |
| 1970–72 | Café Sem Concerto           | Garçom do coral                       |                                           |
| 1975    | Cuca Legal                  | Gente Fina                            |                                           |
| 1976–82 | Planeta dos Homens          | Múmia Paralítica (o copeiro)          |                                           |
| 1977–87 | Os Trapalhões               | Vários personagens                    |                                           |
| 1983    | Sítio do Picapau Amarelo    | Adub                                  | Episódio: "O Burro Falante"               |
| 1983    | Sítio do Picapau Amarelo    | José                                  | Episódio: "Aí Vem o Tom Mix"              |
| 1983    | Caso Especial               | James Edward                          | Episódio: "O Fantasma de Canterville"     |
| 1983    | Caso Especial               | Guarda do Governador                  | Episódio: "O Inspetor Geral"              |
| 1986    | Cambalacho                  | Pretendente de Debbie Day             | Participação                              |
| 1985    | Tenda dos Milagres          | Abdala                                |                                           |
| 1989    | Que Rei Sou Eu?             | Nobre de Avilan                       | [ 7 ]                                     |
| 1995    | Você Decide                 | —                                     | Episódio: "A Adoção"                      |
| 2002    | A Grande Família            | Alcides                               | Episódio: "O Casamento do Velho Safado"   |
| 2002    | Coração de Estudante        | Seu Gervásio                          |                                           |
| 2005    | A Diarista                  | Senhor no ônibus do Paraguai          | Episódio: "Aquele do Paraguai: Parte 1"   |
| 2005    | A Diarista                  | —                                     | Episódio: "Aquele do Cartão Premiado"     |
| 2005    | A Diarista                  | —                                     | Episódio: "Asilo é se lhe Parece"         |
| 2005    | A Diarista                  | Paciente                              | Episódio: "Aquele do Raio-X"              |
| 2005    | A Diarista                  | Vovô Cláudio                          | Episódio: "Infeliz Aniversário Marinete!" |
| 2006    | Alma Gêmea                  | Oficial de Justiça                    | Participação especial                     |
| 2007    | Paraíso Tropical            | Gomes                                 |                                           |
| 2007    | Pé na Jaca                  | Frei Adílson                          |                                           |
| 2007    | Minha Nada Mole Vida        | Nestor                                | Episódio: "Silvana? Jogadora?"            |
| 2008    | A Favorita                  | Jorge                                 | Participação especial                     |
| 2008    | Três Irmãs                  | Baltazar                              |                                           |
| 2008    | Ciranda de Pedra            | Jurado do Miss Suéter                 | Participação especial                     |
| 2009    | Zorra Total                 | Gumercindo / Múmia Paralítica         |                                           |
| 2009    | Caras & Bocas               | Síndico                               | Participação especial                     |
| 2010    | S.O.S. Emergência           | Seu Osvaldo                           | Episódio: "Na Saúde e Na Doença"          |
| 2011    | Cordel Encantado            | Demóstenes                            |                                           |
| 2013    | Zorra Total                 | Múmia Paralítica / Vários personagens |                                           |
| 2014    | Em Família                  | Hélder                                |                                           |
| 2014    | Alto Astral                 | Seu Afonso                            |                                           |
| 2015    | Romance Policial – Espinosa | Seu Adílson                           |                                           |
| 2016    | Vídeo Show                  | Múmia Paralítica                      | Episódio: "29 de fevereiro"               |
| 2016    | Êta Mundo Bom!              | Jacinto                               |                                           |
| 2017    | A Cara do Pai               | Seu Gregório                          | Episódio: "A Cara da Mãe"                 |
| 2018    | O Outro Lado do Paraíso     | Amigo de Agenor                       | Episódio: "6 de janeiro"                  |
| 2018    | Sob Pressão                 | Valdir                                | Episódio: "23 de outubro"                 |
| 2018    | 1 Contra Todos              | Idoso                                 | Participação especial                     |
| 2018    | O Tempo Não Para            | Viúvo solitário                       | Participação especial                     |
| 2019    | Espelho da Vida             | Aristides                             |                                           |
| 2019    | Órfãos da Terra             | Afrânio                               |                                           |
| 2019    | Choque de Cultura Show      | Seu Antônio                           |                                           |
| 2019    | A Dona do Pedaço            | Seu Nonô                              | Episódios: "8–17 de outubro"              |

### Cinema
| Ano  | Título                   | Personagem           |
| ---- | ------------------------ | -------------------- |
| 1957 | A Baronesa Transviada    | Repórter             |
| 1957 | Rio, Zona Norte          |                      |
| 1958 | Pé na Tábua              |                      |
| 1958 | Minha Sogra É da Polícia |                      |
| 1958 | Aguenta o Rojão          |                      |
| 1958 | E O Bicho Não Deu        |                      |
| 1958 | Massagista de Madame     |                      |
| 1958 | Alegria de Viver         |                      |
| 1959 | Esse Milhão É Meu        |                      |
| 1959 | Mulheres à Vista         |                      |
| 1959 | Garota Enxuta            |                      |
| 1959 | O Espírito de Porco      |                      |
| 1959 | Minervina Vem Aí         | Marinheiro Americano |
| 1960 | Pistoleiro Bossa Nova    |                      |
| 1961 | Mulheres, Cheguei!       | Marido tolo          |
| 1962 | Os Cosmonautas           | Guilherme            |
| 1979 | Fuga para o Sexo         |                      |
| 1980 | Sexo e Sangue            | Comendador           |
| 1984 | Sexo de Qualquer Maneira | Ney                  |
| 1985 | Sexo em Fúria            | Policial             |
| 2009 | Meanwhile                | Seu Z                |
| 2017 | Um Tio Quase Perfeito    | Senhor de bengala    |
| 2018 | Minha Vida em Marte      | Senhor no velório    |
| 2024 | Os Farofeiros 2          | Motorista de ônibus  |

## Teatro[20]
- 1954 - A Revolta dos Brinquedos
- 1955 - As Três Rosas de Ouro
- 1957 - Quem Pode... Pode!
- 1957 - TV para Crer
- 1957 - Vovó de Bonde de Burro Não Pega Avião a Jato
- 1958 - Esputinique no Morro
- 1958 - Ladrão por Engano
- 1959 - O Brasil É Nosso
- 1961 - A Vaca de Guarda-Chuva
- 1961 - O Negócio É Dá no Pé
- 1962 - Tira ou Não Tira?
- 1975/1976 - A Compadecida
- 1978/1979 - No Sex... Please!
- 1981 - Viva Sapata!
- 2006 - O Rapto das Cebolinhas